# Alantois
Alantois je ekstraembrionalna tvorevina koja se nalazi samo kod amniota. Nastaje kao izraštaj crevne cevi. Kod pilećeg embriona alantois se širi kroz ekstraembrionalni celom ispunjavajući ga u potpunosti. Na taj način se fizički približava horionu i ujedinjuje se s njim u horioalantois, omogućavajući kasnom embrionu pileta da intenzivnije diše. Takođe, alantois služi i kao depo urina. Kod naše vrste alantois u placenti doprinosi svojim krvotokom fetalno-placentalnoj cirkulaciji. Sastoji se od endoderma i mezoderma.